# Каденова, Лидия Тажадиновна
Лидия Тажадиновна Каденова (род. 17 февраля 1952, Иргизский район, Актюбинская область, Казахская ССР, СССР) — советская казахская актриса театра. Народная артистка Казахстана (2024), заслуженная артистка Казахской ССР (1991).

## Биография
Родилась 17 февраля 1952 года в Иргизском районе, Актюбинская область.
В 1967 году окончила Актюбинский культурный образовательный колледж.
В 1974 году окончила факультет актёров Государственного института искусств им. Курмангазы.
С 1974 г — актриса Казахский государственный академический театр для детей и юношества имени Г. Мусрепова.
С 1979 г. — юмористический театр «Тамаша».

## Основные роли на сцене
1. И. Саввин, Ж.Ташенов «Қаладан келген қылжақбас»- Жамал
2. К. Кайсенов, О.Букей «Жау тылындағы бала»- Анна Ивановна
3. М. Хасенов «Пай-пай, жас жұбайлар-ай!» — Зауреш
4. Т. Ахтанов «Махаббат мұңы» — Лаззат
5. Т. Ахтанов «Күшік күйеу»-Биғайша
6. С. Жунисов «Қос анар» — Тамара Дерягина
7. О. Букей «Мен сізден қорқамын» — Вайра
8. С. Елубай «Аспаннан түскен адам» — Ақ сайтан
9. У. Шекспир «Гамлет» — Офелия
10. У. Шекспир «Дуалы түнгі думан» — Ипполита
11. А. Чехов «Шағала» — Маша
12. Ян Солович «Түлен түрткен тіленші» — Цилька
13. А. Тарази «Жақсы кісі» — Катира
14. М. Ауезов «Алуа» — Нина
15. С. Балгабаев «Қыз жиырмаға толғанда» — Гаухар
16. К. Мухамеджанов «Өзімді іздеп жүрмін» — Айсулу
17. Э. Хушвактов «Сүйе білсең» — Құрбан ана
18. С. Ахмад «Келіндер көтерілісі» — Фармон бибі
19. Т. Теменов «Карменсита» — Сыған кемпір
20. Г. Хугаев «Қара шекпен» — Қосүрей

## Фильмография
Роли в кино:
- 2017 — 100 минут о любви — Ажека
- 2014 — Тропинка к облакам
- 2013 — Женский доктор-2 (Украина) — Гульнар
- 2013 — Очень дальняя родственница (31 серия)
- 2009 — Город мечты (Казахстан) — Газиза
- 1988 — Восхождение на Фудзияму
- 1988 — Балкон
- 1987 — Зять из провинции — Софа

## Награды
- 1991 — присвоено почётное звание «Заслуженная артистка Казахской ССР»
- 2005 — Орден Курмет[1]
- 2015 — Орден Парасат[2][3]
- 2015 — Медаль «Ветеран труда Казахстана»
- 2016 — Медаль «25 лет независимости Республики Казахстан»
- 2024 (23 октября) — присвоено почётное звание «Народный артист Казахстана».[4]